# Крива Балка (Білгород-Дністровський район)
Кри́ва Ба́лка (до 1947 — Каїри) — село Успенівської сільської громади, у Білгород-Дністровському районі Одеської області України. Населення становить 1574 осіб.

## Історія
За даними 1859 року на козацькому хуторі Каїри Аккерманського повіту Бессарабської області мешкало 994 особи (506 чоловічої статі та 488 — жіночої), налічувалось 162 дворових господарства, існувала православна церква.
Станом на 1886 рік у колишньому державному (колишньому козацькому) селі Миколаївсько-Новоросійської волості мешкало 1050 осіб, налічувалось 188 дворових господарств, існувала православна церква.
За переписом 1897 року кількість мешканців зросла до 1487 осіб (762 чоловічої статі та 725 — жіночої), з яких 1476 — православної віри.
19 липня 2020 року, в результаті адміністративно-територіальної реформи і ліквідації Саратського району, село увійшло ло складу новоутвореного Білгород-Дністровського району.

## Населення
Згідно з переписом УРСР 1989 року чисельність наявного населення села становила 1394 особи, з яких 613 чоловіків та 781 жінка.
За переписом населення України 2001 року в селі мешкали 1573 особи.

### Мова
За даними перепису 2001 року рідною мовою назвали:
| Мова       | Кількість осіб | Відсоток |
| ---------- | -------------- | -------- |
| українська | 1375           | 87,36 %  |
| російська  | 106            | 6,73 %   |
| молдовська | 58             | 3,68 %   |
| вірменська | 14             | 0,89 %   |
| болгарська | 12             | 0,76 %   |
| гагаузька  | 1              | 0,06 %   |
| інші мови  | 8              | 0,52 %   |

## Постаті
- Варналій Захарій Степанович (* 1955) — український економіст, доктор економічних наук, професор, академік НАЕН України. Заслужений діяч науки і техніки України.